# 梅诺米尼 (密歇根州)
梅諾米尼（英語：Menominee）是一個位於美國密歇根州梅諾米尼縣的城市。根據2010年美國人口普查，該地共人口8599人，而該地的面積約為14.20平方千米。同時該地也是梅諾米尼縣的縣治。

## 地理
梅諾米尼的座標為45°06′28″N 87°36′51″W / 45.10778°N 87.61417°W，而該地的平均海拔高度為179米（即594英尺）。